# Сахно-Устимович, Николай Николаевич
Николай Николаевич Сахно-Устимович (укр. Микола Миколайович Сахно-Устимович, 1863 — 14 декабря 1918, Киев) — украинский общественный деятель начала XX века, активный участник государственного переворота, приведшего к провозглашению Украинской державы 29 апреля 1918 года.

## Биография
Происходил из старинного казацкого рода. Богатый полтавский помещик. Получил высшее образование, инженер-технолог.
В 1917 году присоединился к украинскому национальному движению, вошёл в состав Генерального казачьего совета Вольного казачества.
В марте 1918 года стал одним из инициаторов создания и лидеров политической организации «Украинская народная громада», которая приняла участие в государственном перевороте и смещении 29 апреля 1918 года Центральной рады УНР в пользу восстановления на Украине режима гетманской власти. Был одним из кандидатов на пост гетмана Украинской державы.
Учитывая приверженность Сахно-Устимовича идее гетманской власти, П. Скоропадский назначил его исполняющим обязанности отамана (председателя) Совета министров Украинской державы (29−30 апреля 1918 года).
Вместе с гетманом Скоропадским Сахно-Устимович подписал «Законы о временном государственном устройстве Украины», которые стали основой нового государственного строя.
В процессе формирования правительства, однако, Сахно-Устимович столкнулся со значительными трудностями. Стремясь придать кабинету подчёркнуто украинский характер, что было изначально нелегко, поскольку на поддержку украинских социал-демократов и украинских эсеров, составлявших основу Центральной рады, рассчитывать не приходилось, он сделал попытку договориться с либералами из партии социалистов-федералистов, что привело бы к расколу в едином украинском демократическом фронте. В связи с тем, что члены УПСФ (К. Мациевич, А. Никовский, С. Шелухин, А. Шульгин) ответили отказом на предложение войти в правительство, уже 30 апреля гетман поручил формирование правительства Н. Василенко.
Позже Сахно-Устимович возглавил департамент животноводства в министерстве земельных дел.
Погиб на улицах Киева 14 декабря 1918 года в боях с петлюровцами.